# 苹婆酸
苹婆酸是一种有机化合物，化学式C19H34O2，带有环丙烯基团，存在于蘋婆屬植物特别是香苹婆（学名：Sterculia foetida）的种子中。